# Joyeux (Ain)
Pour les articles homonymes, voir Joyeux.
Joyeux est une commune française, située dans le département de l'Ain en région Auvergne-Rhône-Alpes et appartenant à l'aire urbaine de Lyon.
Ses paysages et les nombreux étangs présents sur son territoire en font une commune dombiste même si son appartenance au canton de Meximieux la « classe » parfois en Côtière.

## Géographie

### Localisation
Le village de Joyeux est situé à 8 km du parc animalier de Villars-les-Dombes et à 30 km au nord-est de Lyon. Joyeux compte une trentaine d'étangs dont la superficie représente quatre cents hectares d'eau.

### Communes limitrophes
| Versailleux Birieux   | Versailleux            | Rignieux-le-Franc   |
| Birieux Le Montellier | Joyeux                 | Saint-Éloi          |
| Le Montellier         | Faramans Le Montellier | Saint-Éloi Faramans |

### Climat
Pour des articles plus généraux, voir Climat d'Auvergne-Rhône-Alpes et Climat de l'Ain.
En 2010, le climat de la commune est de type climat océanique dégradé des plaines du Centre et du Nord, selon une étude du CNRS s'appuyant sur une série de données couvrant la période 1971-2000. En 2020, Météo-France publie une typologie des climats de la France métropolitaine dans laquelle la commune est dans une zone de transition entre le climat semi-continental et le climat de montagne et est dans la région climatique Bourgogne, vallée de la Saône, caractérisée par un bon ensoleillement (1 900 h/an), un été chaud (18,5 °C), un air sec au printemps et en été et des vents faibles.
Pour la période 1971-2000, la température annuelle moyenne est de 11,3 °C, avec une amplitude thermique annuelle de 17,8 °C. Le cumul annuel moyen de précipitations est de 963 mm, avec 10,9 jours de précipitations en janvier et 7,6 jours en juillet. Pour la période 1991-2020, la température moyenne annuelle observée sur la station météorologique de Météo-France la plus proche, sur la commune de Marlieux à 12 km à vol d'oiseau, est de 12,2 °C et le cumul annuel moyen de précipitations est de 909,1 mm,. Pour l'avenir, les paramètres climatiques de la commune estimés pour 2050 selon différents scénarios d'émission de gaz à effet de serre sont consultables sur un site dédié publié par Météo-France en novembre 2022.

## Urbanisme

### Typologie
Au 1er janvier 2024, Joyeux est catégorisée commune rurale à habitat très dispersé, selon la nouvelle grille communale de densité à 7 niveaux définie par l'Insee en 2022.
Elle est située hors unité urbaine. Par ailleurs la commune fait partie de l'aire d'attraction de Lyon, dont elle est une commune de la couronne,. Cette aire, qui regroupe 397 communes, est catégorisée dans les aires de 700 000 habitants ou plus (hors Paris),.

### Occupation des sols
L'occupation des sols de la commune, telle qu'elle ressort de la base de données européenne d’occupation biophysique des sols Corine Land Cover (CLC), est marquée par l'importance des territoires agricoles (59,8 % en 2018), une proportion identique à celle de 1990 (59,8 %). La répartition détaillée en 2018 est la suivante : 
terres arables (32 %), eaux continentales (23,5 %), forêts (16,7 %), zones agricoles hétérogènes (14,8 %), prairies (13,1 %).
L'évolution de l’occupation des sols de la commune et de ses infrastructures peut être observée sur les différentes représentations cartographiques du territoire : la carte de Cassini (XVIIIe siècle), la carte d'état-major (1820-1866) et les cartes ou photos aériennes de l'IGN pour la période actuelle (1950 à aujourd'hui).

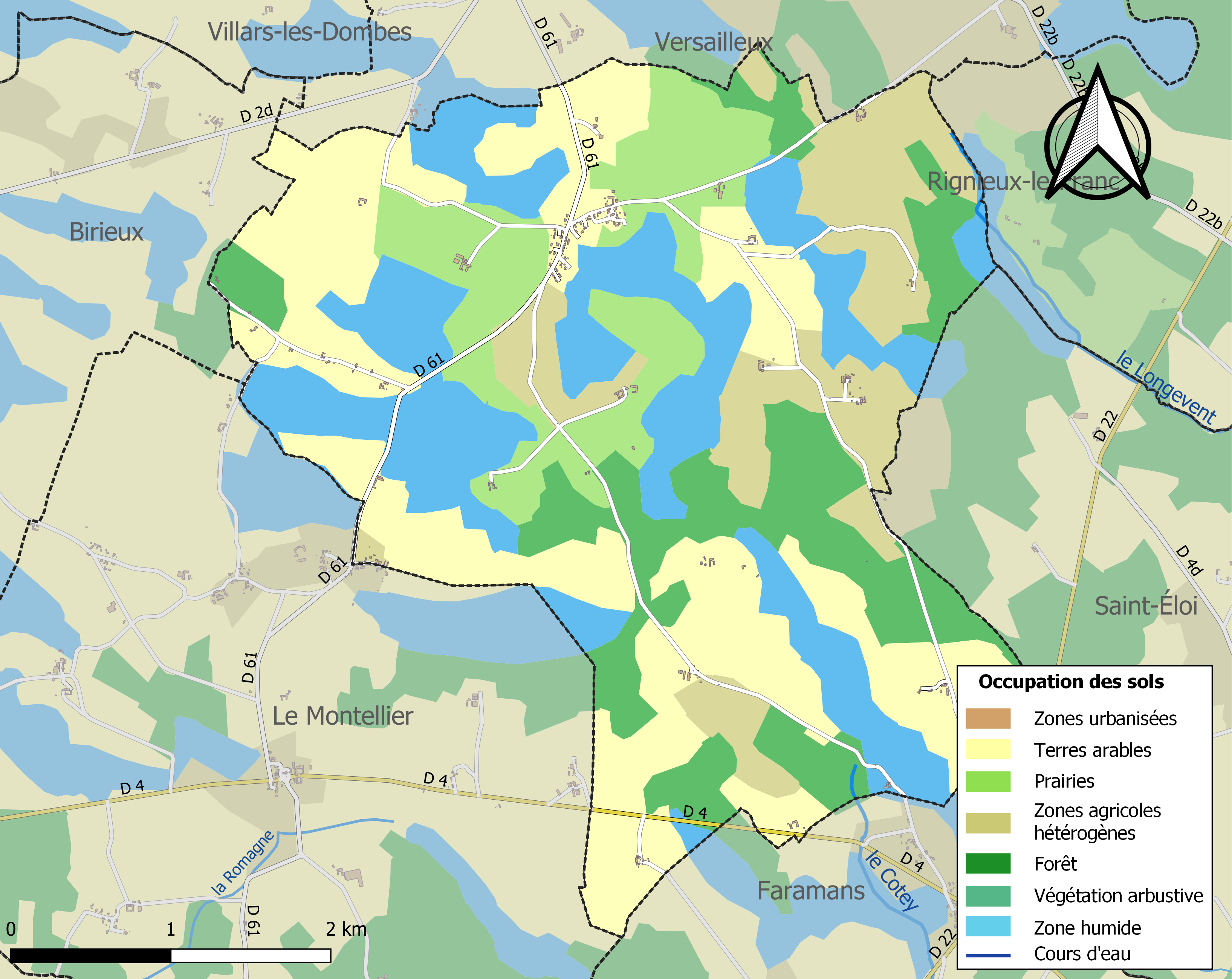
Carte des infrastructures et de l'occupation des sols de la commune en 2018 (CLC).

## Histoire

### XXesiècleetXXIesiècle
Le 13 février 2006, un canard sauvage de l'espèce fuligule milouin est retrouvé mort, près d'un étang de la Dombes. Le 17 février, l'alerte est donnée. Deux jours plus tard, il est confirmé qu'il a bien été victime du virus H5N1. Il s'agit du premier cas avéré de la présence de ce virus en France,.

## Politique et administration
| Période                                  | Période  | Identité       | Étiquette | Qualité                    |
| ---------------------------------------- | -------- | -------------- | --------- | -------------------------- |
| mars 2001                                | mai 2020 | Marius Brocard | SE        | Retraité agricole          |
| mai 2020                                 | En cours | Joël Mathy     | SE        | Responsable haute sécurité |
| Les données manquantes sont à compléter. |          |                |           |                            |

## Démographie
L'évolution du nombre d'habitants est connue à travers les recensements de la population effectués dans la commune depuis 1793. Pour les communes de moins de 10 000 habitants, une enquête de recensement portant sur toute la population est réalisée tous les cinq ans, les populations de référence des années intermédiaires étant quant à elles estimées par interpolation ou extrapolation. Pour la commune, le premier recensement exhaustif entrant dans le cadre du nouveau dispositif a été réalisé en 2008.
En 2022, la commune comptait 262 habitants, en évolution de −4,38 % par rapport à 2016 (Ain : +5,15 %, France hors Mayotte : +2,11 %).
| 1793 | 1800 | 1806 | 1821 | 1831 | 1836 | 1841 | 1846 | 1851 |
| ---- | ---- | ---- | ---- | ---- | ---- | ---- | ---- | ---- |
| 260  | 111  | 203  | 224  | 287  | 266  | 254  | 303  | 303  |

| 1856 | 1861 | 1866 | 1872 | 1876 | 1881 | 1886 | 1891 | 1896 |
| ---- | ---- | ---- | ---- | ---- | ---- | ---- | ---- | ---- |
| 309  | 318  | 323  | 287  | 274  | 260  | 303  | 326  | 328  |

| 1901 | 1906 | 1911 | 1921 | 1926 | 1931 | 1936 | 1946 | 1954 |
| ---- | ---- | ---- | ---- | ---- | ---- | ---- | ---- | ---- |
| 299  | 289  | 283  | 252  | 242  | 236  | 231  | 206  | 210  |

| 1962 | 1968 | 1975 | 1982 | 1990 | 1999 | 2006 | 2008 | 2013 |
| ---- | ---- | ---- | ---- | ---- | ---- | ---- | ---- | ---- |
| 157  | 146  | 142  | 151  | 171  | 206  | 227  | 233  | 263  |

| 2018 | 2022 | - | - | - | - | - | - | - |
| ---- | ---- | - | - | - | - | - | - | - |
| 268  | 262  | - | - | - | - | - | - | - |

## Culture locale et patrimoine

### Lieux et monuments
- L'église Saint-Martin datant de 1870 est située à proximité de la mairie.
- Le château de Joyeux, achevé en 1902, fait l'objet d'un classement aux monuments historiques.

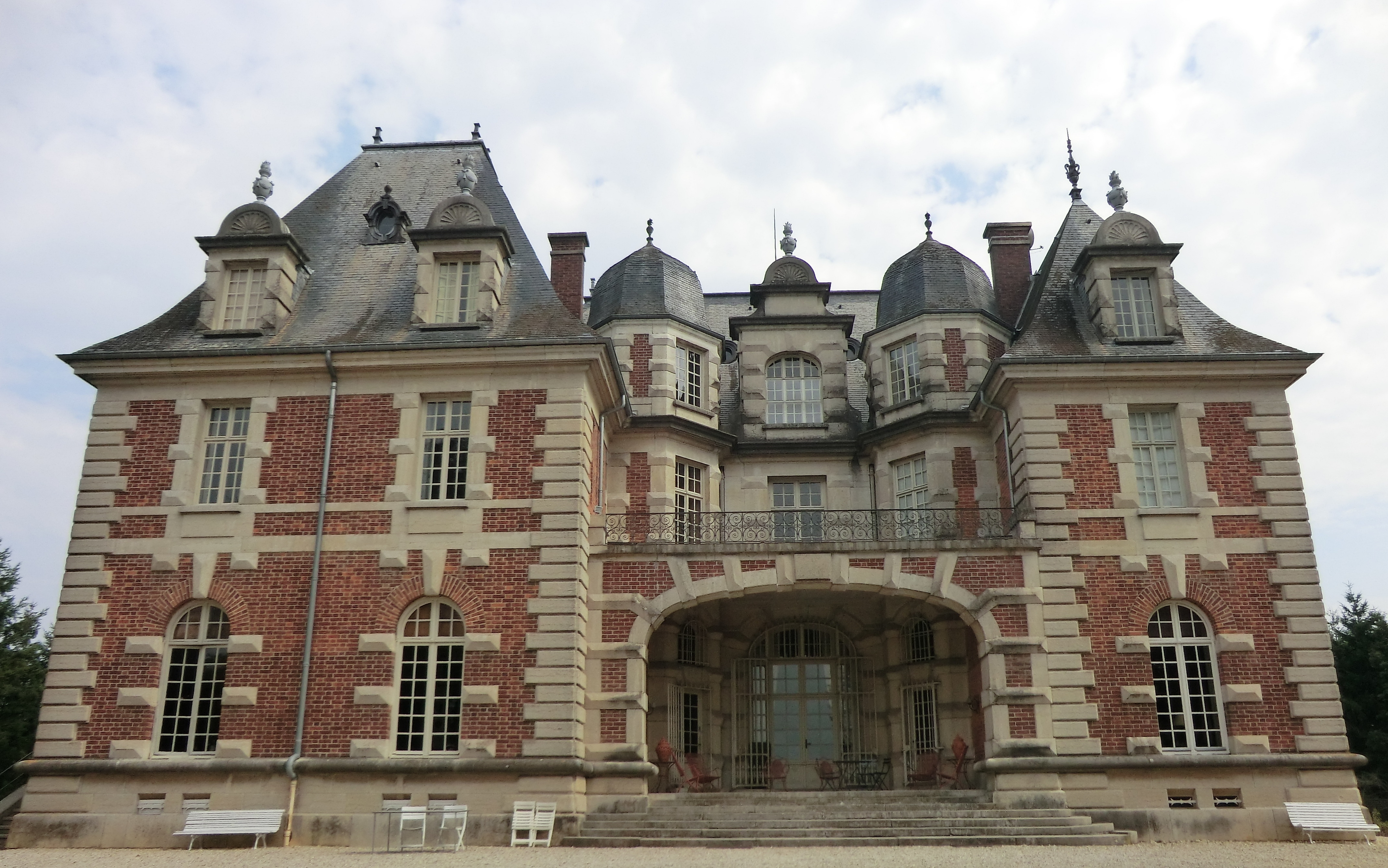
Château de Joyeux.
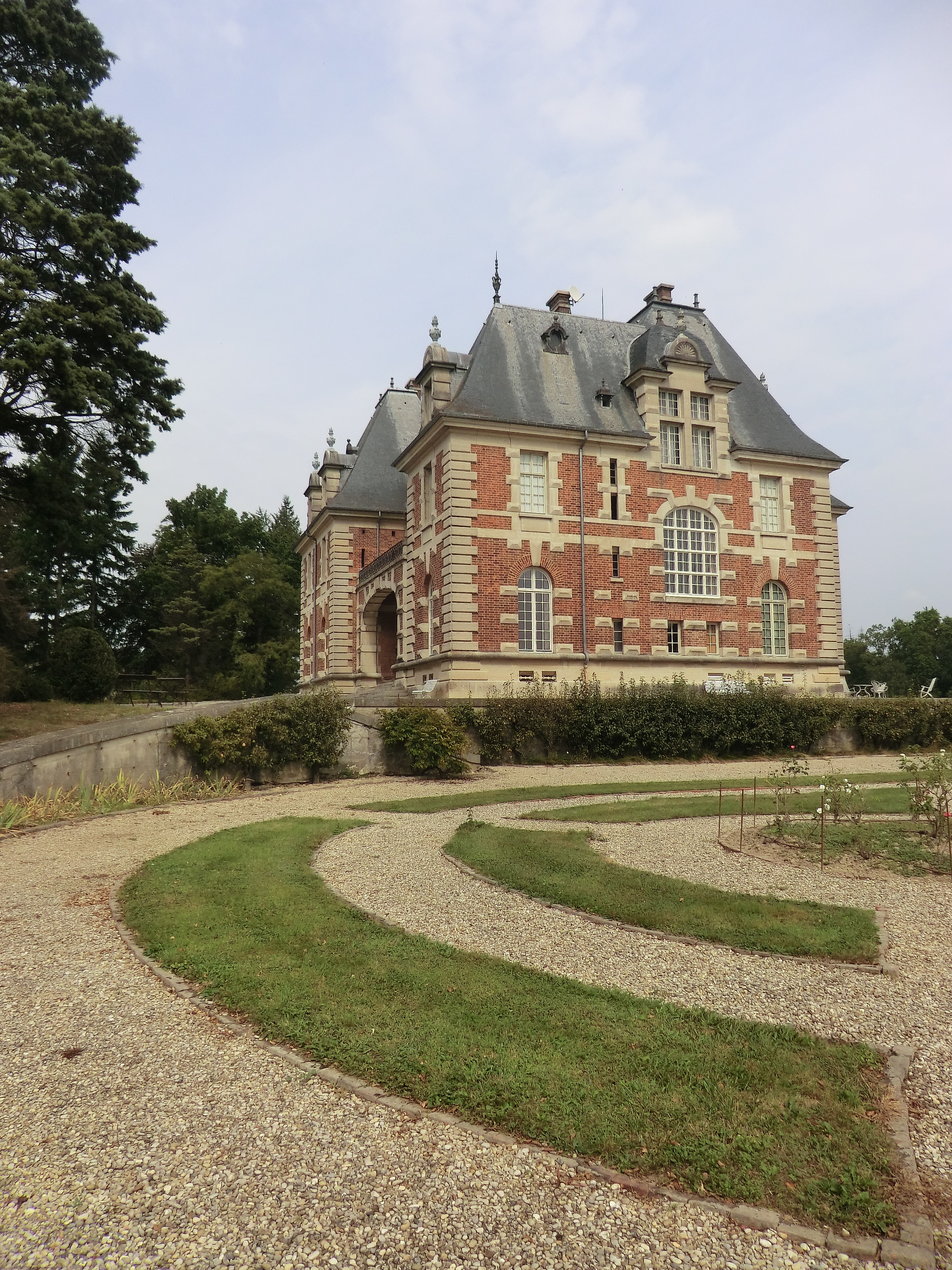
Château de Joyeux.
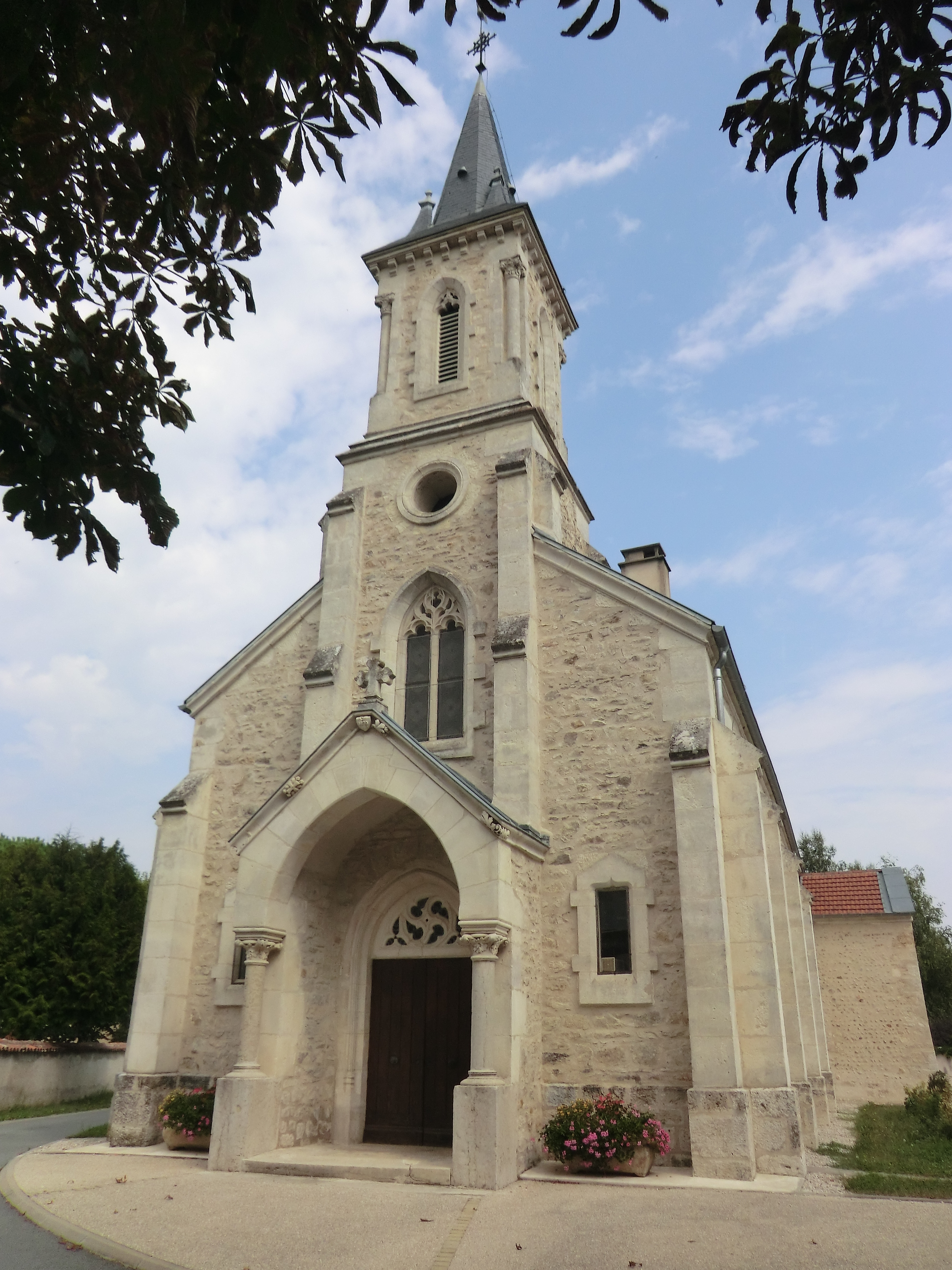
Église Saint-Martin de Joyeux.
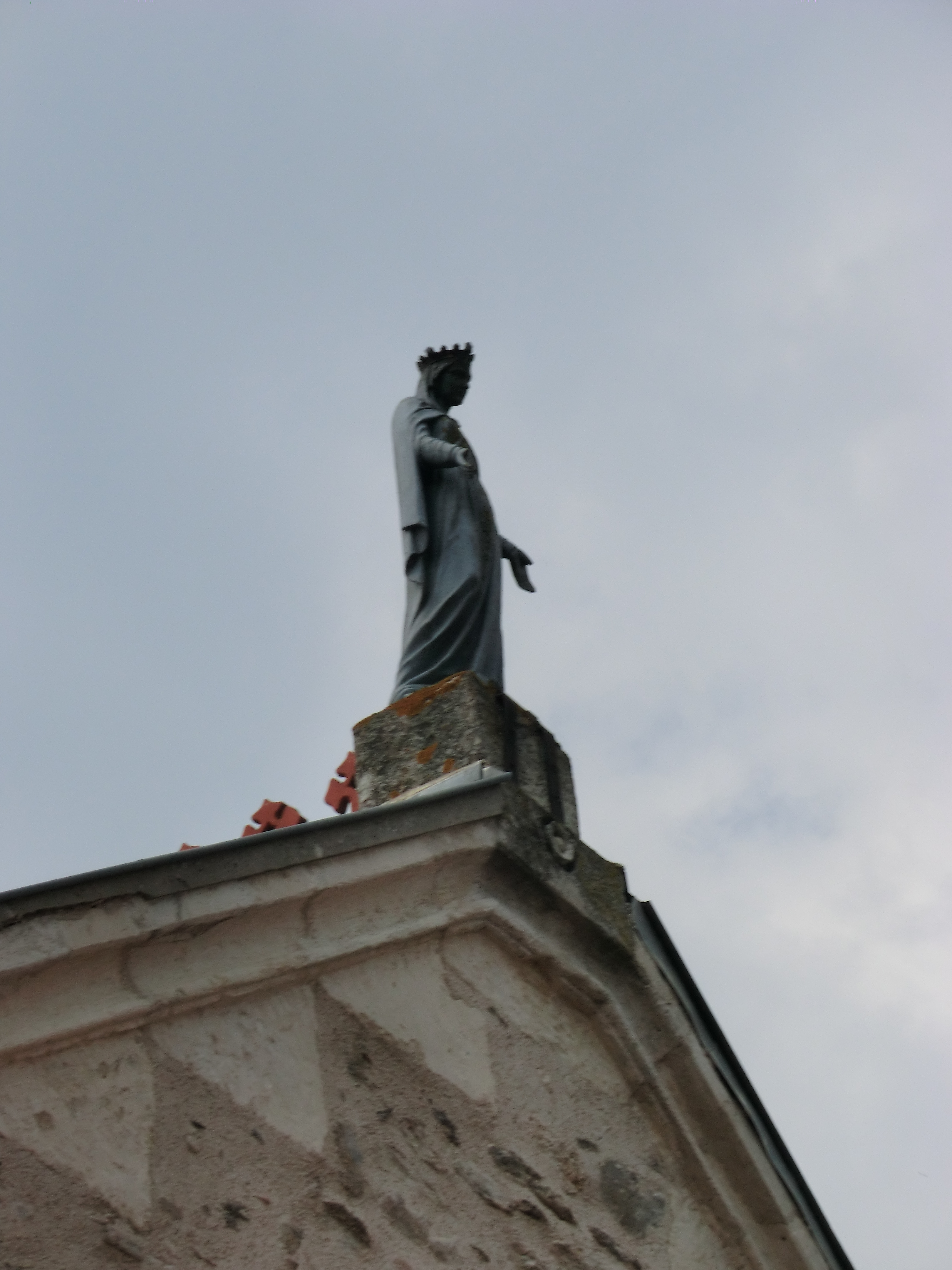
Statue de la Vierge, sur le toit de l’église.
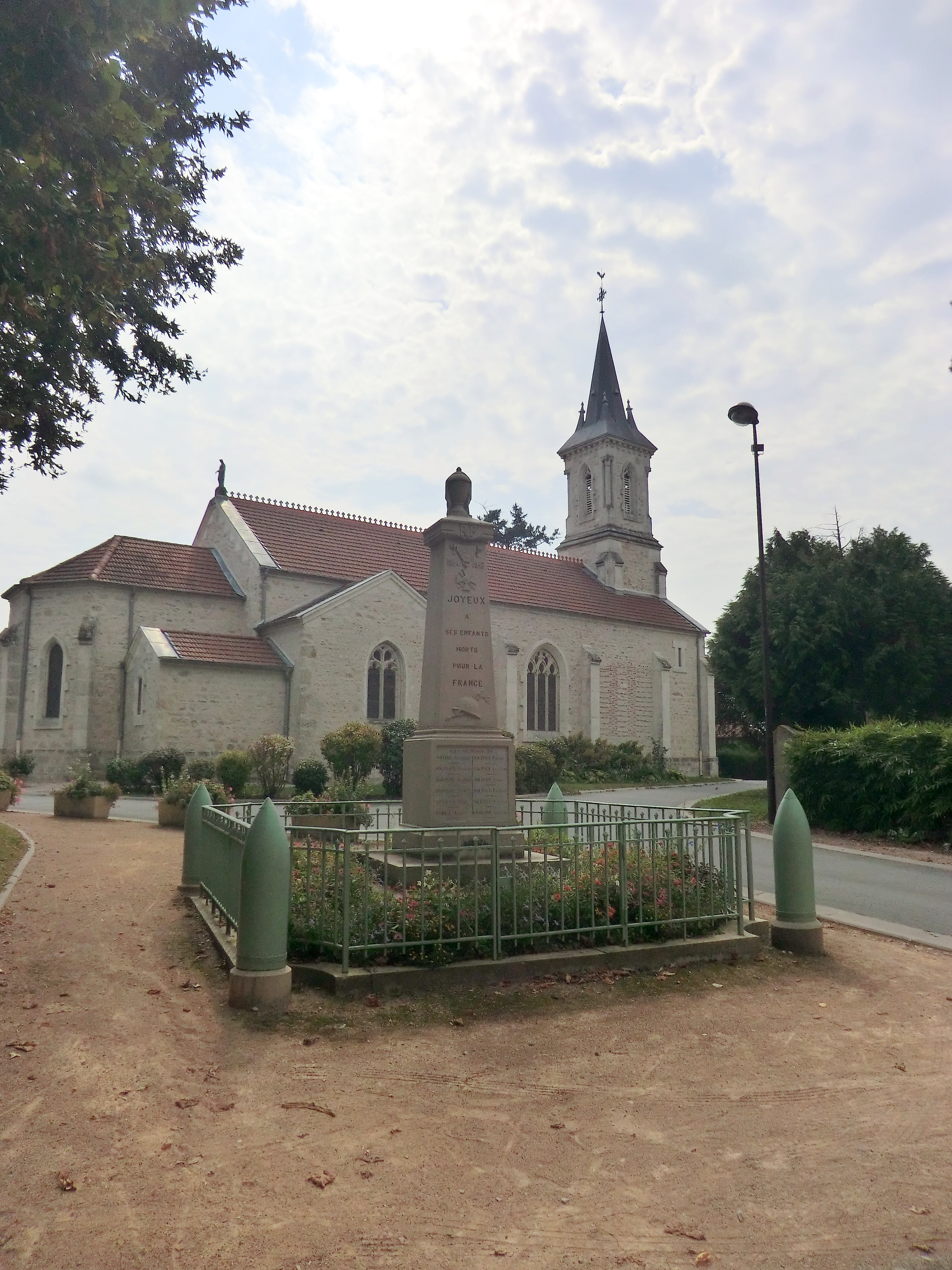
Monument aux morts.